# Хираяма, Син
Син Хираяма (яп. 平山 信 Хираяма Син, 1867—1945) — японский астроном.

## Биография
Профессор Токийского университета, основатель обсерватории Митака. Занимался небесной механикой, звёздной астрономией, физикой солнечной атмосферы. Первый японский астроном, который открыл астероид. В 1900 открыл два астероида — (498) Токио и (727) Ниппония.
В честь его и Киёцугу Хираямы назван кратер на Луне.